# LS전선
LS전선(LS Cable & System)은 2008년 엘에스전선주식회사로 설립되어 LS그룹의 지주회사 전환 과정에서 LS엠트론과 분리되었다. LS전선은 에너지 전송을 위한 초고압 및 중·저압 전력케이블과 유·무선 정보통신을 위한 통신케이블에 이르기까지 국가의 기간산업인 전력망, 통신망 구축에 중추적인 역할을 담당해 오고 있다.
1990년대 초부터는 해외 거점개발이라는 전략목표 하에 베트남을 시작으로 유럽, 미국, 중국, 인도, 말레이시아 등 해외 시장에 진출하여 해외 전력, 통신 인프라 구축과 수출에 주력하고 있다. 지난 2005년 진로산업(현재 JS전선)을 인수하여 선박용 케이블 분야에서 세계 1위를 달성하였고 2008년에는 북미 최대 전선회사이며 세계 권선분야 1위업체인 수페리어 에식스(Superior Essex)를 인수하면서 전선업계 세계 3위 기업으로 도약하였다. 지난 2009년에는 종합 케이블 메이커인 중국의 홍치전기(현재 LS홍치전선)를 인수하여 세계 최대 시장인 중국에서도 사업영역을 빠르게 확대해 나가고 있다.
한국 사업장은 안양 본사를 위시하여 전주, 구미, 인동, 동해사업장과 연구소가 있으며, 해외 사업장은 수페리어 에식스를 포함하여 23개국 28개공장, 37개의 영업 거점이 LS전선의 글로벌 네트워크를 구성하고 있다. 또한, 한국 출자사로 제이에스전선(주), (주)지씨아이, 알루텍(주), (주)파운텍, (주)코스페이스가 있다.

## LS전선
- 회장: 구자엽(具滋曄, 1950년 12월 30일 -)은 대한민국의 기업인으로 진주 출생이다. 명지대학교 국문과를 졸업하고 현재 LS전선(구 LG전선), 가온전선 회장이다.
- 학력: 명지대학교 학사

## 제조되는 전선
- 초고압 케이블
- 가공선
- 중저압선
- 산업용 특수케이블
- 부스덕트
- 광케이블
- LAN케이블
- 동축케이블
- FTTH
- SI
- QPS
- Copper Rod
- 권선
- 알루미늄
- 산업고무
- 산업기기
- 자동차 전선
- 튜브
- 자동차
- 전장

## 같이 보기
- 대한민국의 경제
- LS그룹